# Robin Fox (Künstleragent)
Robin Fox (* 15. Juli 1913 in London; † 20. Januar 1971 in Cuckfield, Sussex) war ein britischer Schauspielagent.

## Leben
Robin Fox diente während des Zweiten Weltkriegs in der Royal Artillery, wo er vom Kadetten bis zum Major aufstieg und 1945 mit dem Military Cross ausgezeichnet wurde. In den 1960er Jahren war Fox Senior Partner in der Robin Fox Organization. Er wurde zudem 1970 Chairman der English Stage Company.
Zu seinen Klienten gehörten John Mills, Paul Scofield, Julie Christie, Marianne Faithfull, Maggie Smith und Ronald Reagan.
Fox war mit Angela Muriel Darita Worthington verheiratet, der Tochter des Drehbuchautors Frederick Lonsdale. Er war der Vater der Schauspieler Edward und James Fox und des Filmproduzenten Robert Fox, sowie Großvater von Emilia Fox, Laurence Fox und Freddie Fox.